# 反魂香 (落語)
反魂香（はんごんこう）は古典落語の演目。別題に高尾名香、高尾の亡霊。上方落語では伝統的に高尾（たかお）の題であるが「紺屋高尾」と紛らわしいため、上方でも反魂香の題で演じられることがある。また、話の発端である仙台公の手討ちの場面の話のみで高尾という1つの噺にもなる。本項では反魂香の前段にあたる、この高尾についても説明する。
原話は、1733年（享保18年）に出版された笑話本『軽口蓬莱山』の一編「思いの他の反魂香」。

## 概要
原話は、1733年（享保18年）に出版された笑話集『軽口蓬莱山』の一編「思いの他の反魂香」（大店の娘が店員との恋を引き裂かれ、乳母のすすめで起請を火にくべる、という内容）。それに伊達騒動を題材とした歌舞伎の『伽羅先代萩』が加味され、現在の演じ方が出来上がった。しばしば、笑話集『江戸嬉笑』の一編「反魂香」を原話と紹介するものがあるが、これは「たちぎれ」の原話である。
本作に登場する「反魂香」とは、中国の伝説上の香で、焚くとその煙の中に死者が現れるというものである。「反魂丹」は、飲めば死者も蘇るという逸話から名がついた薬（丹）のことで、反魂香とは直接関係はない。
幽霊が出る場面では、上方落語でははめもの（音の演出）が用いられるが（ひゅうどろどろ）、江戸落語でも用いられることがある。また、島田はまだ浪人である場合と、仏門に入って僧侶になっている場合の2通りがある。
上方落語で高尾は、この反魂香を指すが、江戸落語の場合は、前段にあたる仙台公による高尾太夫の手討ちの噺となる。この噺は地噺で通常サゲはないが、初代柳家小せんは、高尾が仙台公に贈った俳句の末文「君はいま駒形あたり ほととぎす」を踏まえて、「駒形でほととぎすを見たか？」「いや、イヌが吠えた」と落としていた。
主な演者は、上方では橘ノ圓都、3代目桂春団治、江戸落語では8代目三笑亭可楽、三笑亭夢楽らが知られる。 

## あらすじ

### 高尾
仙台公（伊達綱宗）の寵愛を受け、伊達高尾とも呼ばれた高尾太夫の話として以下の逸話が語られる（地噺）。
仙台公は吉原の高尾太夫から贈られた俳句をいたく気に入り、そのまま彼女を身請けし、江戸藩邸に連れ帰った。しかし、彼女は意のままにならず、理由を問うと、実は年季明けに夫婦となることを誓った島田重三郎という因州鳥取の浪人がいることを明かす。これに立腹した仙台公は、酒が入っていたこともあって、その場で刀を抜き、その男を諦めねば手討ちにするぞと脅す。しかし、高尾は「斬るなら、お斬りなさい」と堂々とし、これには本当に手討ちにするつもりはなかった仙台公も困ってしまう。ここで始まった謡曲に合わせ、仙台公が「これ高尾、なぜそのほうはなびかぬぞ」と言うと、高尾が「いやあ」と答えたたため、そのまま曲に合わせて「ぽんぽん」と斬ってしまった。

### 反魂香
とある長屋にて、熊五郎は隣の浪人が毎晩カンカンと鉦（かね）を叩いてうるさいため、その家に怒鳴り込む。その浪人は因州鳥取浪人・島田重三郎を名乗り、先ごろ、仙台公によって手討ちとなった三浦屋の高尾太夫と二世の契りを交わした者だという。そして、彼女の菩提を弔うために夜な夜な鉦を叩いているのだが、そうすると、くべた香の中から高尾の姿が現れると説明する。半信半疑の熊五郎は、この場でやってみろと言い、すると確かに高尾の幽霊が現れた。熊五郎は自分も3年前に死別した女房に会いたいので、その香を分けてくれないかと島田に頼むが、彼はこれは反魂香という貴重なもので、自分も契りを交わした時に高尾にもらった分しかないため譲るわけにはいかないと答える。
諦められない熊五郎は薬屋に売ってないだろうかと店に行くが、香の名前を忘れてしまい、名前が似た越中富山の反魂丹を大量に買う。家に帰るとさっそく火鉢で大量の反魂丹にまとめて火をつけるが、大量の煙が出てむせ返る。すると裏口から熊五郎の名前を呼ぶ女性の声が聞こえる。さっそく女房が来たのかと出ると隣に住む女性で、彼女は言う。
「さっきから、きなくさい（焦げ臭い）が、お前さんのところじゃない？」